# 中間的就労
中間的就労（ちゅうかんてきしゅうろう）は、一般的な職業に就く「一般就労」が難しい公的扶助の対象者に、本格的な就労に向けた準備の一環として、「日常生活の自立や社会参加のために働く」ことを指す表現。
中間的就労をすると、公的生活支援の受給を継続しながら、就労体験や軽作業に対して一定の賃金が支払われる。

## 各国の状況
フランスでは、進んだ取り組みがなされているとされ、中間的就労の機会を提供する企業や団体に、社会保険料の雇用主負担の軽減や、国からの助成金の支給などが行なわれている。
日本では、生活保護費の急増を抑制する方策のひとつとして、生活保護受給者に対する中間的就労の機会の提供などが政策課題として議論されるようになり、2012年7月31日に閣議決定された日本再生戦略においても、重点施策3「戦略的な生活支援の実施」の中で「多様な就労機会の確保」の実施内容として「「中間的就労の場」の提供」が盛り込まれた。
日本では、釧路市が2004年以来、母子家庭の就労支援策の中で、生活保護受給者の「自尊感情の回復」を中心に、就労体験的なボランティア活動を多数用意して「中間的就労」と位置づけている。
京都府の中間的就労支援推進事業では、企業の社員食堂における中間的就労機会の提供などが行なわれている。

## 現行の労働法との兼ね合い
厚生労働省の『就労準備支援事業のモデル事業実施に関するガイドライン』によれば、雇用契約を伴うものと伴わないものの２つに大別した就労形態が想定されている。このうち、雇用契約ありの形式は、障害者総合支援法における就労継続支援事業A型に近似したものである。一方、雇用契約の無い形式は、労働関係諸法令が適用されないものであると同ガイドラインでも明示してあるが、労働者性を持たない以上は就業者に対する指揮命令を直接に行えず、また、作業の不履行や技量不足を理由にした不利益的措置を一切行ってはならない。
なお、中間的就労に最低賃金法第7条の適用があるかは定まった見解が無い。